# Reach for the Sky (canción)
«Reach for the Sky» es una canción de la banda de punk rock Social Distortion de su álbum de 2004 Sex, Love and Rock 'n' Roll. Fue el primer sencillo del álbum y se lanzó en la radio el 31 de agosto de 2004, alcanzando el puesto 27 en Modern Rock Tracks en noviembre de 2004.

## Apariciones
- «Coefficient of Drag», el primer episodio de la séptima temporada de The Shield.
- Midnight Club: Los Angeles
- Usada como canción de entrada del jardinero de los New York Yankees Raúl Ibañez.
- Tony Hawk: Shred
- El montaje de apertura del AST Dew Tour.
- «Claim» (2008) de Matchstick Productions.
- Usada en una escena del episodio siete de la cuarta temporada, «Jinx», en Smallville.